# M/S Tycho Brahe

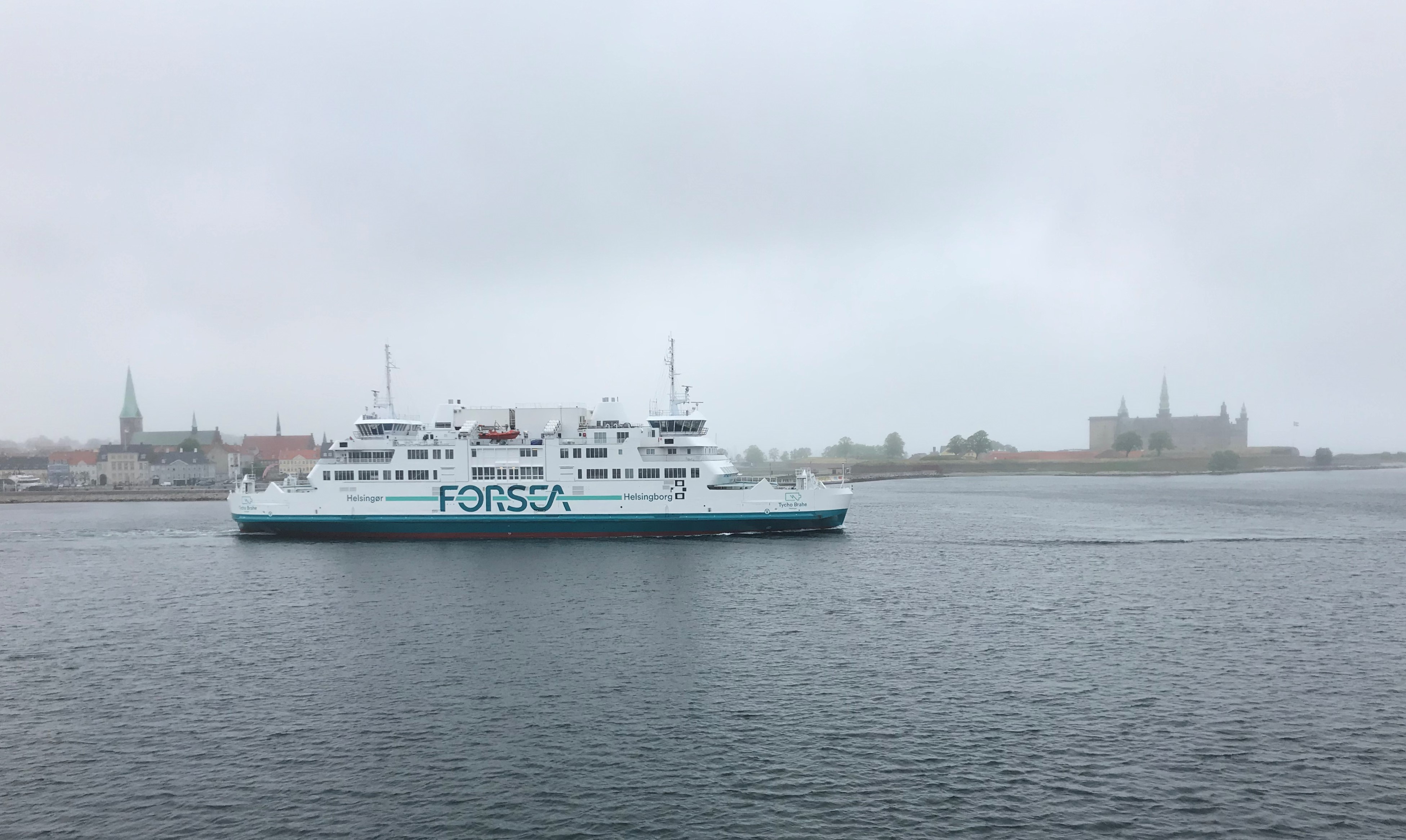
M/S Tycho Brahe på väg ut från Helsingörs hamn i maj 2019.

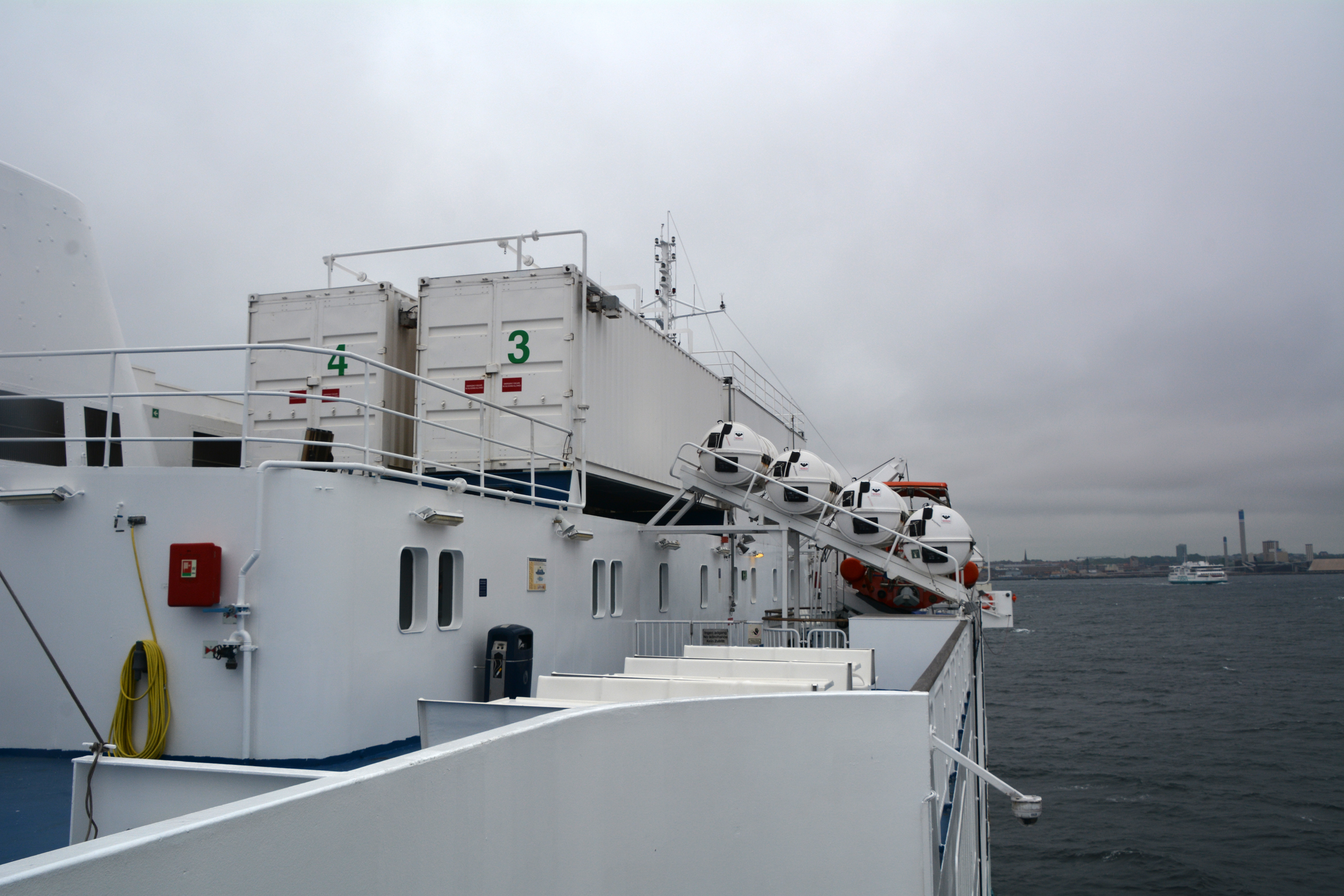
Battericontainrar på M/S Tycho Brahe

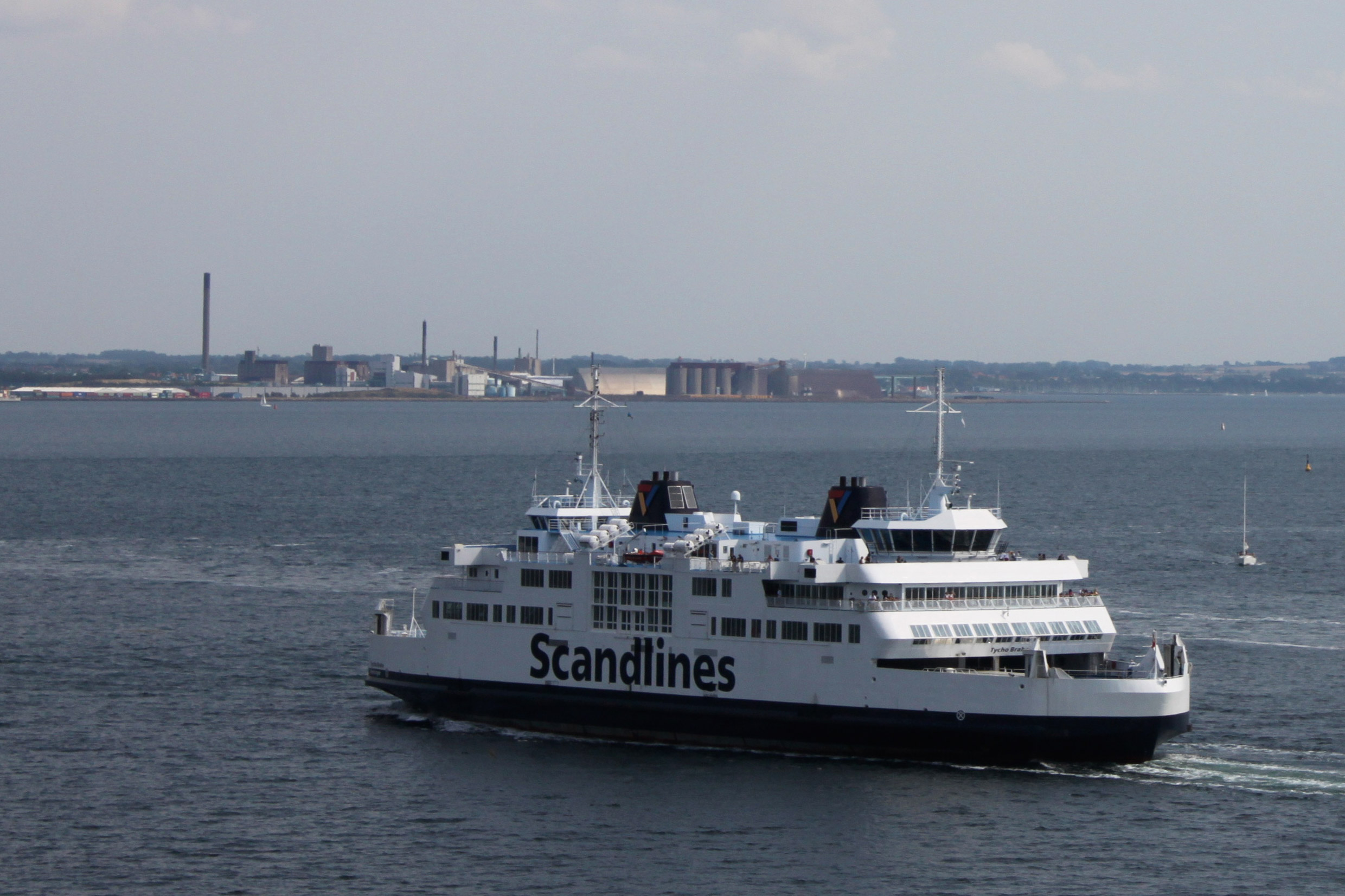
Färjan Tycho Brahe med Helsingborg i bakgrunden, 2009, före ombyggnad till batteridrift

M/S Tycho Brahe är en passagerarfärja som trafikerar leden Helsingborg-Helsingör. Fartyget som bär dansk flagg ägs av rederiet Scandlines och byggdes 1991 i Norge. Rederiet bytte namn till Forsea Ferries i november 2018, i anslutning till Tycho Brahes och M/S Auroras nyinvigning efter slutförandet av fartygens ombyggnad till batteridrift och målade om dem samt också sina fartyg M/S Hamlet, M/S Mercandia IV och M/S Mercandia VIII under 2018-2019. Nu har de bytt företag igen till Öresundslinjen och dessutom blev denna färja ommålad till Öresundslinjen 4 oktober 2023. 

## Historik
Tycho Brahe döptes efter den danske astronomen Tycho Brahe och var den första färjan i den nya serie av färjor som beställdes av det nyskapade rederiet Scandlines, en sammanslagning av DSB:s och SFL:s färjelinjer. De nya färjorna var av typen "double-ended", med växlande för och akter, och behövde därför inte vända i hamnen som de äldre färjorna. Tycho Brahe efterföljdes 1992 av M/S Aurora af Helsingborg och 1997 av M/S Hamlet, båda i liknande utförande. Fartyget döptes av drottning Margrethe II av Danmark måndagen den 4 november 1991. På grund av den gamla vidskepelsen om otur om en båt döps på en måndag, och det faktum att Tycho Brahe i Danmark särskilt förknippas med otur uttalade drottningen i sitt tal att "Man må ikke være overtroisk hvis man døber et skib til Tycho Brahe på en mandag." (Man får inte vara vidskeplig om man döper ett fartyg till Tycho Brahe på en måndag.)
Färjan sattes i trafik den 5 november och strax därefter gjorde de gamla vidskepelserna sig påminda. Dagen efter sin jungfrutur krockade färjan i åtta knops fart med färjeklaffen i Helsingör. Passagerarna som stod beredda att gå av färjan kastades omkull av krocken och 55 personer fördes till sjukhus, dock utan några värre skador. Efter olyckan togs fartyget ur trafik fram till den 17 december. Redan under provturerna var färjan olycksbenägen då den rev ner landgången i Helsingör och senare rammade vågbrytaren utanför Helsingborgs hamn. Efter dessa incidenter gick fartyget en tid under smeknamnet "Psycho Brahe". År 2007 inträffade en incident där fartygets elsystem slogs ut, vilket gjorde att färjan hamnade på drift i hamninloppet i Helsingborg. Bogserbåtar lyckades dock föra fartyget till kaj. År 2012 inträffade även en incident då båten skulle lägga till i Helsingör. Båten kom alldeles för snabbt in i hamnen och slog i kajen så att några personer for omkull.
Efter krav från Helsingborgs stad utrustades färjan 2006 med avgasrening i form av katalysatorer för att minska utsläppen och därigenom förbättra stadsluften i Helsingborg och Helsingör. Färjan konverterades till hösten 2018 till ren batteridrift.